# Melanitis autumnalis
Melanitis autumnalis är en fjärilsart som beskrevs av Hans Fruhstorfer 1908. Melanitis autumnalis ingår i släktet Melanitis och familjen praktfjärilar. Inga underarter finns listade i Catalogue of Life.